# پانکا (نبراسکا)
پانکا(به انگلیسی: Ponca) شهری در ایالت نبراسکا کشور ایالات متحده آمریکا است که جمعیت آن در سرشماری سال ۲۰۱۰ میلادی، ۹۶۱ نفر بوده‌است.